# 프리드리히 빌헬름 4세 (프로이센)
프리드리히 빌헬름 4세(독일어: Friedrich Wilhelm IV, 1795년 10월 25일 ~ 1861년 1월 2일)는 프로이센의 국왕 (1840년 ~ 1861년)이었다.  그는 결국적으로 1848년에 일어난 혁명을 일으킨 보수주의 정책들을 구현한 것으로 기억되었다.  또한 "왕좌의 낭만주의자"로 알려진 그는 자신이 포츠담과 베를린에 많은 건물들을 세우고 쾰른 대성당의 건설을 완료한 것으로 평판을 얻었다.  프로이센 왕국에서 태어난 그는 1840년 자신의 부친의 권리 양도 후에 국왕이 되었다.  그는 철처한 보수주의자였다.  그는 시초적으로 언론의 검열을 완화하고 왕국의 가톨릭 인구와 화해시키는 정책을 조정하였다.  1848년 혁명이 혁명이 일어났을 때 그는 시초적으로 혁명가들을 보호하였다.  하지만 그는 프랑크푸르트 국민의회가 자신에게 제공한 독일인의 황제의 칭호를 거부하였다.  그는 결국적으로 프로이센을 입헌군주제로 바꾸었다.  프리드리히 빌헬름 4세는 1857년과 1861년 사이에 뇌졸중을 여러번 겪었고 자신의 이후의 세월에 무력하였다.  그의 동생 빌헬름은 1858년 후에 섭정을 지내다가 프리드리히 빌헬름의 사후 새로운 국왕으로 계승하였다.

## 어린 시절
프로이센 왕국 베를린의 왕세자궁에서 태어난 프리드리히 빌헬름 4세는 프리드리히 빌헬름 3세와 그의 부인 메클렌부르크슈트렐리츠의 루이제의 아들이었다.  어린이로서 그는 개인 교사에게 훈련을 받았다.  그들 중에 어떤이들은 프리드리히 안실론 같이 경험을 가진 문관들이었다.
이른 나이에 그는 군사에서 경험을 얻었다.  그는 나폴레옹에 대항하는 해방 전쟁이 일어났을 때 프로이센 육군에 복무하였다.  그는 또한 건축과 조경 원예에 흥미를 개발하기도 했다.
이 시간 동안 그는 자신의 낭만-보수적 신념을 개발하는 것은 물론 보수주의 철학자와 정치인들과 시간을 보냈다.
자신이 20세의 나이에 도달하기 전에 왕세자는 1815년의 새롭게 제안된 헌법을 구조화한 것에 자신의 영향력을 이용하였다.  그것은 최대 권력이 상륙 귀족의 손에 있을 방향에서 창조되었다.
그는 독일의 자유화를 강하게 반대하였고 자신이 합법적인 틀로 보았던 것 안에 그 몇몇의 국가들의 통일을 원하였다.

## 계승과 통치
자신의 부친이 사망한 후, 프리드리히 빌헬름 4세는 1840년 프로이센의 국왕으로서 왕좌에 올랐다.  이것은 또한 개인적인 결합을 통하여 그를 오늘날 스위스에 있는 뇌샤텔 공국의 주권 왕자로 만들었다.
자신의 통치 동안 그는 베를린에서 구 국립미술관과 신 박물관의 건설 같은 다양한 프로젝트들에 연루되었다.  그는 자신의 부친의 에르드만스도르프 영주의 저택을 크게 하는 것에 일하기도 하였다.
심지어 독일의 자유주의자들이 1830년대의 무력 후에 변화를 위하여 희망하고 있었어도 그들은 곧 실망하였다.  대신 프리드리히 빌헬름 4세는 사실상 헌법에 의존하지 않으면서 너무 오랫동안 연기되었던 자신의 부친의 헌법적 약속들에 일하였다.
1848년 프로이센에서 혁명이 일어났을 때 국왕은 처음에 자신의 군사력과 함께 그것을 누르려고 하였다.  하지만 그는 결국적으로 그들을 회상하였다.
그는 독일의 통일에 전념하였다.  자유주의 정부를 형성하고 국회를 소집한 후, 그는 헌법 제정을 명령하기도 했다.  자신의 지위를 확고히 한 후, 그는 자신의 군대를 지도하여 베를린을 점령하였다.  이후에 그는 1848년 12월 국회를 해산하였다.
프랑크푸르트 국민회의가 프리드리히 빌헬름 4세에게 독일의 왕관과 "독일인의 황제" 칭호를 제공했을 때 그는 자신이 "밑바닥 삶으로부터 왕관"을 원하지 않았다는 것을 말하며 거부하였다.
러시아인과 잉글랜드인들로부터 압력을 받은 프리드리히 빌헬름 4세는 또한 슐레스비히홀슈타인의 공국들에서 떠오르는 일에 대한 왕국의 지원을 철회하였다.
결국적으로 프리드리히 빌헬름 4세는 오스트리아를 제외한 독일 국가들의 연합이 될 에르푸르트 연합을 설립하는 데 시도하였다.  하지만 아이디어는 1850년 11월 29일 그가 올뮈츠 협약에 동의했을 때 버려졌다.

## 이후의 세월과 사망
자신의 일생의 이후의 세월 동안 프리드리히 빌헬름 4세는 우울해졌고 대중에게 거의 보이지 않았다.  그는 자신의 시간의 대부분을 정치와 종교에 관련된 문제들에서 완전한 정통성과 보수주의를 장려한 조언자들과 시간을 보냈다.
1857년 7월부터 그는 일련의 뇌졸중을 겪기 시작하였다.  그는 부분적으로 마비되었고 또한 정신적으로 무능력하였다.  이듬해 10월부터 그의 동생이 섭정으로 지내기 시작하였다.  국왕은 자신이 1년 후에 또다른 뇌졸중을 겪은 후에 결국적으로 휠체어에 의하여 몰아졌다.
1861년 1월 2일 그는 마지막 뇌졸중을 겪고 사망하였다.  짧은 후에 섭정인 그의 동생이 빌헬름 1세로서 왕좌에 올랐다.
프리드리히 빌헬름 4세는 자신의 소원 대로 포츠담 상수시궁에 있는 평화의 교회 아래 자신의 부인과 함께 지하실에 안치되었다.  그의 심장은 그의 몸으로부터 뽑혀 샤를로텐부르크성에서 그의 부모와 함께 묻혔다.

## 가족과 개인 생활
프리드리히 빌헬름 4세는 바이에른의 엘리자베트 루도비카에게 결혼되었다.  부부는 자신들이 아무 자녀를 두지 않았어도 매우 안정적이고 행복한 결혼 생활을 가졌다.
그는 루터교 신자였으며 개혁교회와 루터교 믿음의 사람들을 하나로 한 연합 개신교 악마화였던 프로이센 복음주의 국교의 일원이었다.

## 같이 보기
- 쾰른 대성당
- 1848년 혁명